# 아미토 라굼
아미토 라굼(Aamito Lagum, 1992년 12월 3일 ~ )은 우간다의 모델이다. 경연 프로그램 《아프리카 넥스트 톱모델》(Africa's Next Top Model) 시즌 1 우승자이다.

## 같이 보기
- 키트굼구